# Zeta (rivier)

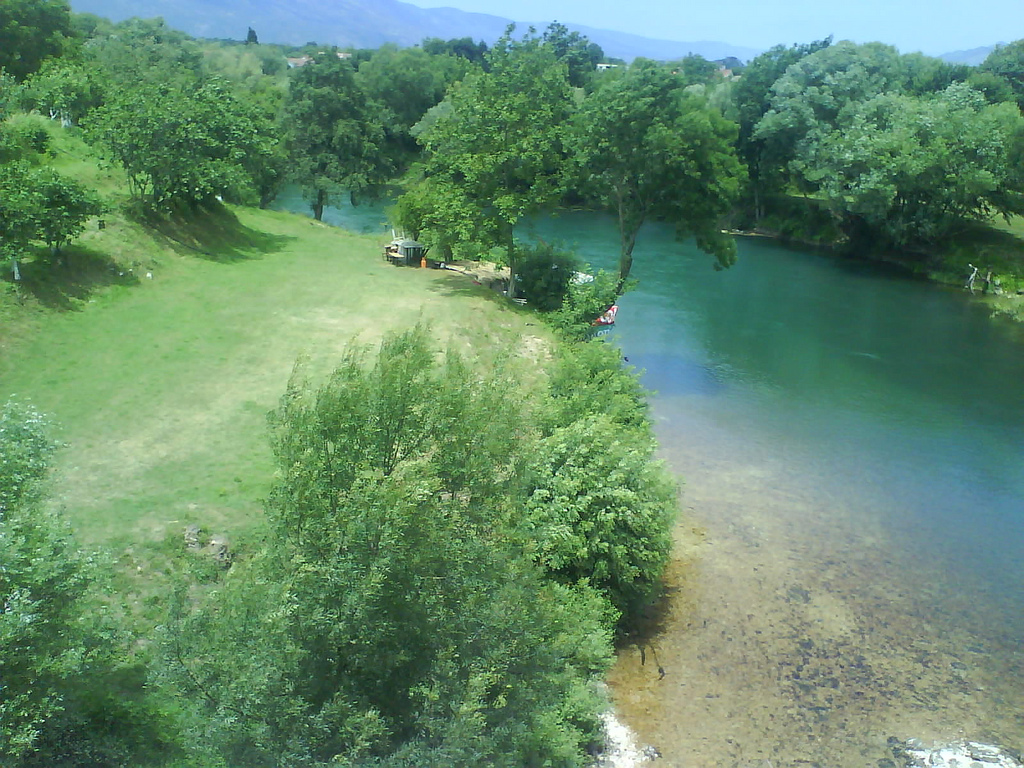
de Zeta

De Zeta is een rivier in Montenegro. De Zeta behoort tot het stroomgebied van de Bunë. De rivier start nabij Nikšić en stroomt dan 86 km oostwaarts waar zij uitmondt in de Morača, ten noorden van de hoofdstad Podgorica.
De rivier speelde een rol in de geschiedenis van het land. In de middeleeuwen was er het vorstendom Zeta dat vernoemd was naar de rivier en ten tijde dat Montenegro deel uitmaakte van het koninkrijk Joegoslavië, was er een provincie die Zeta Banovina heette.
- Gemeinsame Normdatei: 4616921-0
- Nationale Bibliotheek van Tsjechië: ge665207
- Système universitaire de documentation: 175222568
- Virtual International Authority File: 3217148574348524430003